# 회색가지나방
회색가지나방 (학명: Biston betularia)은 온대 지역에 서식하는 나방의 일종이다. 이 나방은 집단 유전학과 자연 선택의 예시가 된다.

## 설명
회색가지나방은 날개를 편 길이가 54-62mm이고 평균적으로 55mm이다. 이 나방은 상대적으로 단단한 몸을 가지며 날개는 좁고 길다. 날개는 흰색, 얼룩진 검은색, 많고 뚜렷한 교차무늬가 있는 등 다양하다. 반점은 아예 없거나 검정색, 흰색이 흩뿌려진 모습이다. 수컷의 더듬이는 뚜렷한 빗살무늬이다.

## 분포
회색가지나방은 중국 (헤이룽장성, 지린성, 내몽골 자치구, 베이징, 하이난성, 산둥성, 닝샤 후이족 자치구, 간쑤성, 칭하이성, 티베트 자치구 등), 러시아, 몽골, 일본, 북한, 대한민국, 네팔, 카자흐스탄, 키르기스스탄, 투르크메니스탄, 조지아, 아제르바이잔, 아르메니아, 유럽 및 북미에서 발견된다.

## 생태 및 생활 주기

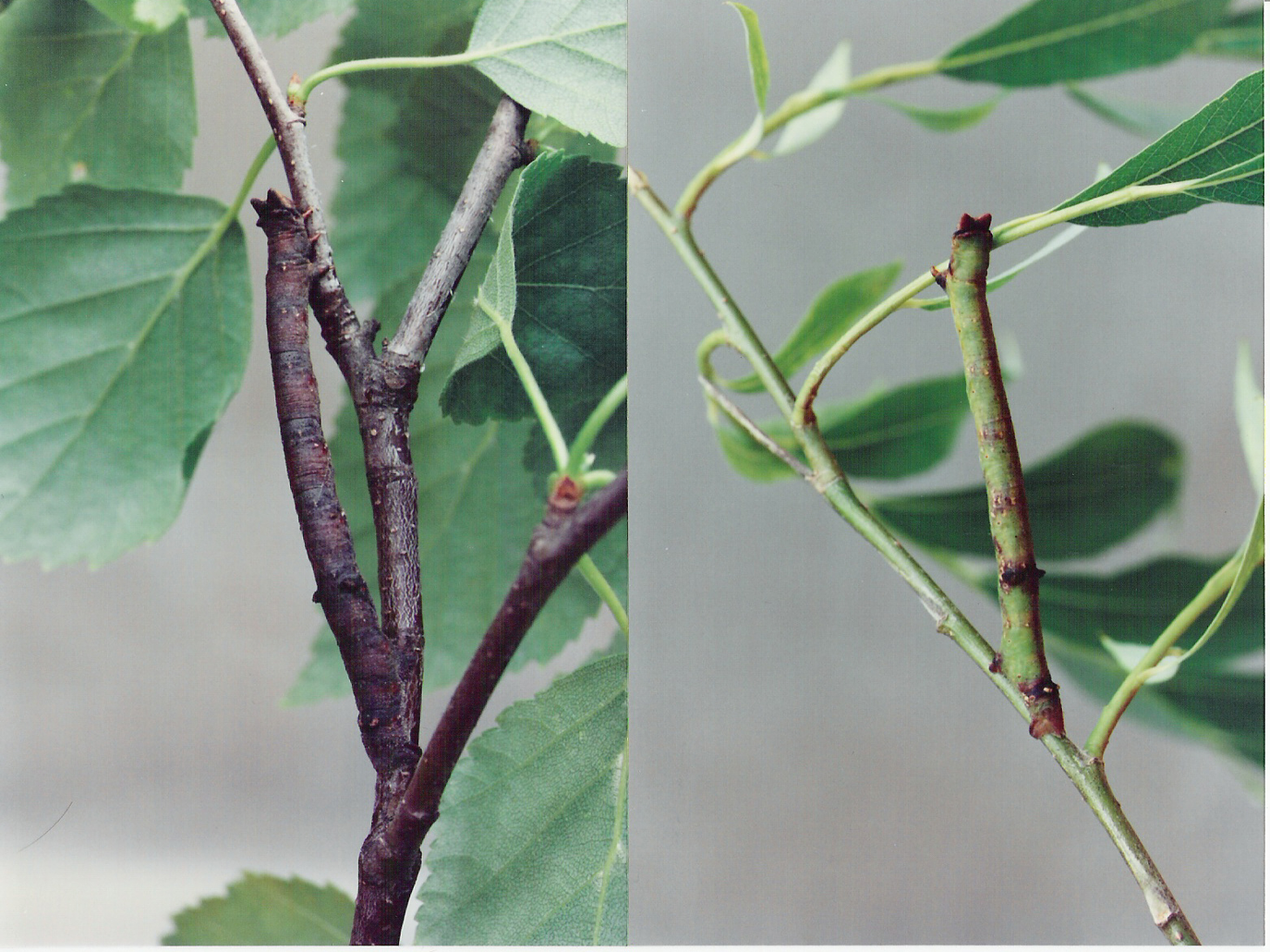
회색가지나방 애벌레가 자작나무(왼쪽)및 버드나무(오른쪽) 나뭇가지 흉내와 효과적인 은폐를 보여주고 있다.

영국과 아일랜드에서 회색가지나방은 일화성(하나의 차세대)이고, 남쪽-동부 북아메리카 그것은 이화성(매년 두 세대)이다. 이 생활주기는 네 단계로 구성되어 있는데, 알, 애벌레, 번데기 그리고 성충이다. 하루 동안 이 나방들은 대부분 나무에서 머문다. 이때는 새의 먹잇감이 되기 쉽다.
애벌레는 나뭇가지를 의태하고 녹색, 갈색의 다양한 색상이다. 역사적으로 볼때, 1887년 에드워드 배그널 폴루튼의 논문에서, 회색가지나방 애벌레는 납작한 나뭇가지처럼 보이기 위해 위장과 은폐를 하는 것으로 알려진 동물 중 하나였다.
애벌레는 번데기가 될 때 겨울을 나기 위해서 땅속으로 들어간다. 성충은 5월 하순에서 8월 즈음에 번데기에서 빠져나오며 수컷이 암컷보다 빠르다(이것은 흔한 성적 선택의 예시이다). 그들은 저녁에 우화하며 당일 밤이 되기 전에 날개를 말린다.
수컷은 첫날 밤에만 날 수 있는 암컷을 찾아 매일 밤 날아오른다. 암컷이 페로몬을 내뿜어 수컷을 유혹한다. 암컷이 뿜은 페로몬은 바람에 의해 운반되고, 수컷은 페로몬의 농도 구배, 즉 페로몬의 원천을 찾아서 비행한다. 그러나 비행하는 동안은 박쥐나 새의 먹이가 되기 쉽다. 수컷은 암컷이 알을 낳는 동안 다른 수컷으로부터 알과 암컷을 지킨다. 암컷은 밝은 녹색빛의 알을 약 2,000개 낳고, 길이는 약 1mm이다. 암컷은 알을 산란관을 통해 나무껍질 틈새에 낳는다.

### 휴식 행동

그림 2a. 총 관찰된 나방수=59마리. 노출된 나무에서 쉬는 수=7 노출되지 않은 나무에서 쉬는 수=7 나무줄기 사이에서 쉬는 수=23. 나뭇가지에서 쉬는 수=22

그림 2b. 총 관찰된 나방수=23. 노출된 줄기의 나방수=1. 노출되지 않은 줄기의 나방수=1 줄기와 나뭇가지 사이의 나방수=3. 지름 5cm보다 두꺼운 가지의 나방수=10. 지름 5cm보다 덜 두꺼운 가지의 나방수=8

짝짓기 중인 한쌍이나 홀로 있는 개체는 천적 특히 새의 포식으로부터 숨는 데 하루를 보낸다. 전자의 경우에, 수컷은 친자를 보호하기 위해 암컷과 같이 있는다. 휴식 위치에 대한 가장 타당한 증거는 나방 연구자 미카엘 마제루스에 의해 데이터가 수집되었고, 이것은 도표를 포함한다. 이러한 데이터는 나무의 상부(上部)에서 머문다고 결론지어졌던 홀렛과 마제루스의 논문에서 발표되었다. 마제루스는 이렇게 언급했다.
창조론을 믿는 이들은 클라크의 논문에 언급된 회색가지나방을 비난한다... 25년간 우리는 나무줄기와 우리가 설치한 함정 주변의 벽에서만 회색가지나방을 발견할 수 있었고, 다른 곳에서는 전혀 보이지 않았다. 이제 그 이유가 분명한 것 같다. 몇몇 사람들은 나무 위에 있는 나방을 찾는데 시간을 보낸다. 그곳은 나방들이 쉬는 곳이다.
원본에서, 홀렛과 마제루스는 회색가지나방이 일반적으로 세 종류의 노출되지 않은 곳에서 휴식을 취한다고 결론지었는데, 그 곳은 첫째, 나방이 그림자에 가려지는 나부와 가지 사이로부터 몇 cm 아래 지점, 둘째, 나뭇가지 뒷면, 셋째, 잎 뒷면이었다. 문단 위의 데이터는 이 결론을 지지한다.
2001년부터 2007년까지 6년 동안 케임브리지 대학교에서 진행한 실험중에 마제루스는 나방이 야생에서 머무는 장소에 대해 주목했는데, 135마리 중 절반 이상이 나뭇가지에서 머무는 것으로 기록되었고. 대부분 나무의 허리부분 보다 낮은 지점에서 쉬고 있었으며, 37%는 북쪽 면의 나무줄기에 있었고, 오직 12.6%만 나뭇가지 아래에 있었다.

## 다형성

### 다형
회색가지나방의 종은 암화(暗化)와 비암화(形)라는 형태가 존재한다. 이들은 유전적으로 조절된다. 특정한 색형은 표준적인 방법으로 변종명을 따르는 형 변종명(形名)으로 불린다. Biston betularia f. carbonaria 와 같은 방법으로 종명을 붙이는 방법은 널리 알려진 관행이다.
이런 방식은 때때로 아종 단계로 잘못 표기되는데 F(form, 형성) 또는 morpha를 가리키는 것으로 간주한다. 학명에서 Biston betularia carbonaria 대신 Biston betularia f . carbonaria처럼 사용하는데 드물게 종소명인 Biston carbonaria처럼 쓰는 경우가 있다. 이러한 두 가지 상황은 종분화가 회색가지나방에게서 발견된 진화를 포함한다는 잘못된 추측으로 이어질 수 있다. 그러나 이런 경우에는 아니다. 각 개체들은 짝짓기를 통해 형태가 모두 다른 같은 종의 자손을 낳는다. 그러므로 회색가지나방은 오로지 한 종이다.
반대로, 동종의 다른 아종들은 짝짓기를 하고 많은 자손을 낳게 되지만 실제로는 그렇지 않으며, 그들은 다른 지역에서 살거나 다른 계절에 번식한다. 만약 다른 종끼리 짝짓기를 한다면, 돌연변이를 낳거나, 각 개체끼리의 구애 신호를 알아채지 못하여 대를 잇지 못하게 된다.
회색가지나방에 대한 유럽 사육 실험에서 암화 개체 형태종인 carbonaria를 생산하는 대립유전자는 단 하나의 위치에서 조절된다. 암화 대립유전자는 비암화 대립유전자에 대해 우성이다. 이러한 상황은, 그러나, 구별할 수 없는 형태 medionigra를 결정하는 다른 세 개의 대립유전자가 존재하므로 더 복잡하다.

### 종
유럽 대륙에는 세 가지의 형태가 있는데, typica(syn. f. betularia), carbonaria (syn. doubledayaria), medionigra가 서식이다.
영국에서는 typica, 암화 형태인 carbonaria, insularia가 서식한다.
북아메리카에서는 swettaria가 서식한다. Biston betularia cognataria에서, 암화 대립유전자(swettaria 생산에 관여하는)는 마찬가지로 비암화 대립유전자에 대해 우성이다. 그 종에는 몇 가지 하위 변종이 있다. 일본과 대한민국에서는 다른 형태가 발견되지 않았고, 모두 typica이다.

## 진화

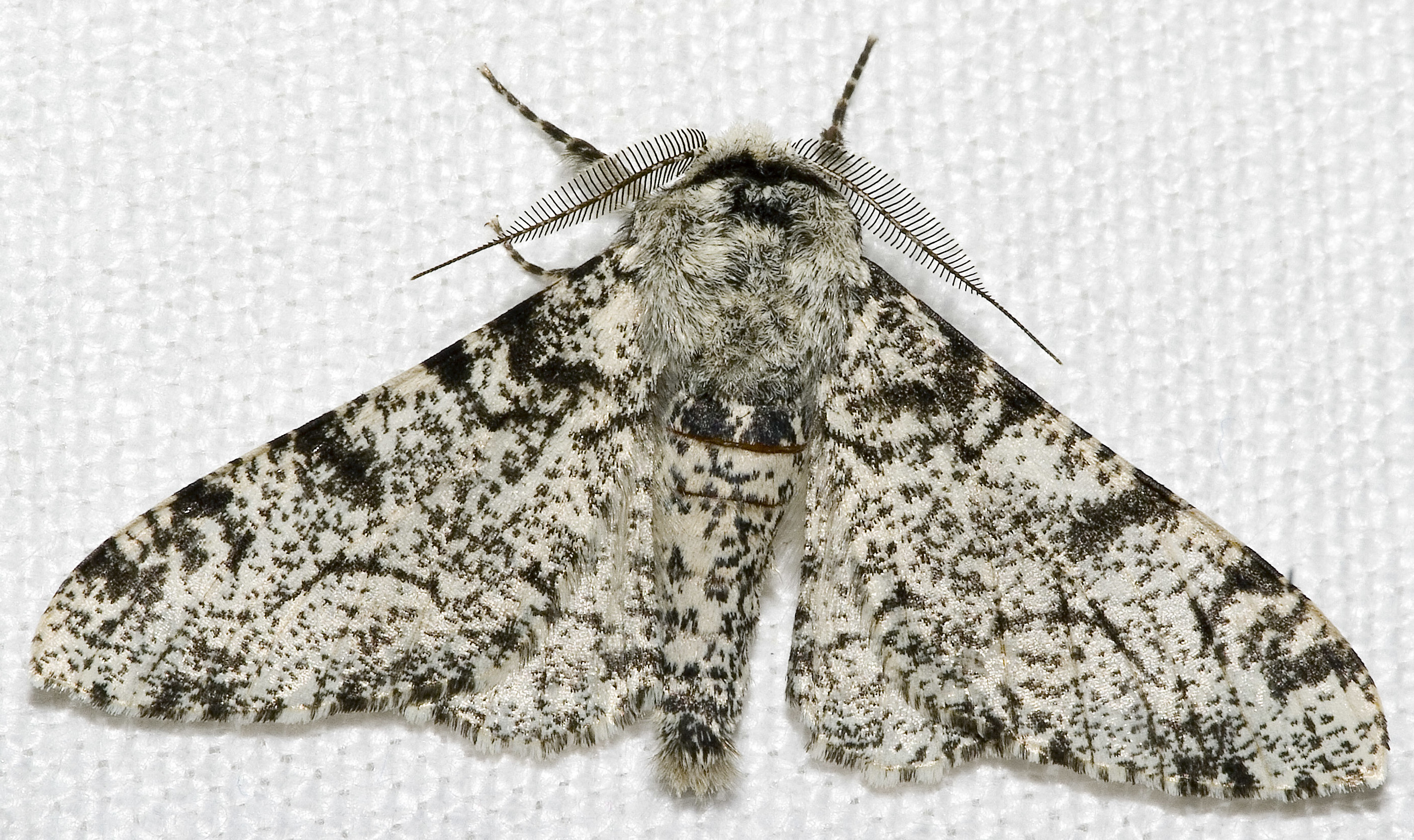
Biston betularia betularia morpha typica, 흰색 회색가지나방이다.

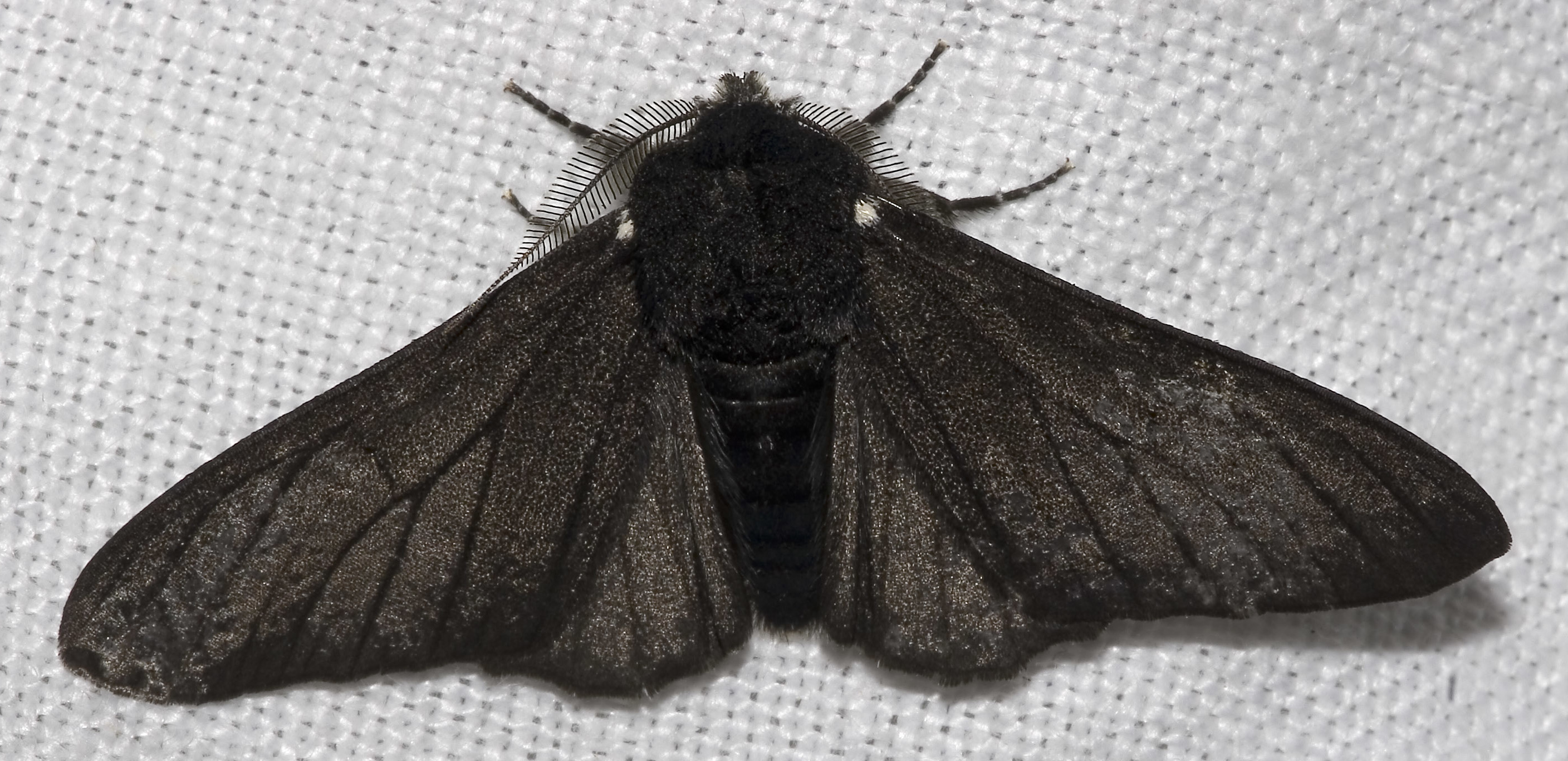
Biston betularia betularia morpha carbonaria, 짙은 검은색의 나방이다.

회색가지나방의 진화는 지난 200년 동안 자세히 연구되었다. 연구 초기에는, 밝은 색의 나무와 이끼에 효과적으로 위장할 수 있는 밝은 날개색의 나방이 주요했다. 그러나 산업혁명으로 인한 광범위한 오염 때문에, 영국에서 많은 이끼들이 죽고, 나방들이 자주 쉬던 나무는 새카맣게 그을려졌으며 이는 밝은 색 나방인 typica와 같은 대부분의 나방들이 천적에 의해 죽는 것을 야기했다. 동시에, 어두운 색의 나방이나 carbonaria,는 번영할 수 있었는데, 어두운 나무에 숨을 수 있었기 때문이다.
그 이후, 환경이 개선되면서 밝은 색상의 나방이 흔해지기 시작했고, 이러한 회색가지나방의 개체수에 대한 극적인 반전은 많은 흥미와 연구의 주제로 남게 되었다. 이것은 오염 때문에 유전적인 암화가 진행된다는 공업 암화(industrial melanism)라는 용어의 탄생으로 이어졌다. 이러한 단순하고 이해하기 쉬운 적응 방산의 결과는 일반인들이나 학생들에게 자연선택을 증명하는 흔한 예시로 자리잡게 되었다.

## 갤러리

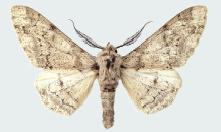
parva 수컷
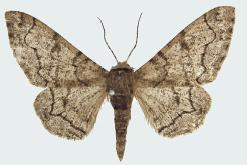
parva 암컷
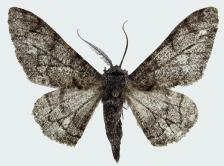
nepalensis 수컷
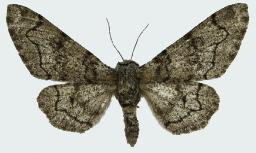
nepalensis 암컷